# Tekla
A Tekla női név, a görög Theokleia rövidüléséből keletkezett. A jelentése Isten dicsősége.

## Gyakorisága
Az 1990-es években igen ritka név, a 2000-es években nem szerepel a 100 leggyakoribb női név között.

## Névnapok
- szeptember 23.[3]
- október 15.[3]

## Híres Teklák
- Dömötör Tekla néprajztudós
- Gémesi Tekla tőröző